# Устина
Устина е село в Южна България. То се намира в община Родопи, област Пловдив.

## География
Село Устина се намира в планински район.
В близост до селото се намира водопад Устина – Устински водопад.

## История
Разположено в полите на северните Родопи, близо до римския път, свързващ древния Филипопол и Беломорието, село Устина е наследник на тракийското селище Бесапара, съществувало през II в. преди новата ера и известно в древността като голям административен център, който обхващал териториите от Пастуша (днес квартал на гр. Перущица) до Кричим и Исперихово.
В наследство от това славно минало са намерените колони с огромен диаметър, гробници. Открити са три църкви, останали на дъното на язовира до селото, заровени в земята древни останки от сгради, много монети и делви, които понастоящем се съхраняват в Археологическия музей в гр. Пловдив.
Римският път, минаващ близо до село Устина, е третият трансконтинентален път, който бил окончателно съграден при император Траян (98 – 117). Той идвал от Панония (Унгария) и Дакия (югозападна Румъния). Прекосявал Дунав при Улпия Ескус (на северозапад от с. Гиген, Плевенска област, на 5 км южно от вливането на р. Искър в Дунав). Оттам покрай с. Рибен и Плене се отправял към Хемус при Троянския проход и оттам през Тракия за Филипопол. Продължавал през Родопите и се насочвал по посока на Егейско море към големия път Виа Игнация.

## Население
Численост на населението според преброяванията през годините:
| \| Година на преброяване \| Численост \| \| --------------------- \| --------- \| \| 1934 \| 2700 \| \| 1946 \| 2885 \| \| 1956 \| 2631 \| \| 1965 \| 2961 \| \| 1975 \| 2959 \| \| 1985 \| 2588 \| \| 1992 \| 2404 \| \| 2001 \| 2344 \| \| 2011 \| 2240 \| \| 2021 \| 1983 \| |           |
| Година на преброяване | Численост |
| 1934 | 2700      |
| 1946 | 2885      |
| 1956 | 2631      |
| 1965 | 2961      |
| 1975 | 2959      |
| 1985 | 2588      |
| 1992 | 2404      |
| 2001 | 2344      |
| 2011 | 2240      |
| 2021 | 1983      |

### Етнически състав
Преброяване на населението през 2011 г.
Численост и дял на етническите групи според преброяването на населението през 2011 г.:
|                     | Численост | Дял (в %) |
| Общо                | 2240      | 100.00    |
| Българи             | 1192      | 53.21     |
| Турци               | 628       | 28.03     |
| Цигани              | 32        | 1.42      |
| Други               | 9         | 0.40      |
| Не се самоопределят | 37        | 1.65      |
| Неотговорили        | 342       | 15.26     |

## Религии
Предците на днешното смесено население на селото в миналото са изповядвали павликянство.

## Културни и природни забележителности
Параклисът „Св. Георги“ – разположен е на височина от около 420 м н.в. и отстои на 60 минути от село Устина и минаващата до него р. Въча. На 20 минути южна посока от параклиса се извисява връх Кулата, който впечатлява със своята монолитна осанка. По тези места всеки гост може да се наслади на красивата гледка – на север е тракийското поле, а на юг – пределите на Върховръшкия дял, който е част от родопския дял Чернатица.
От връх Кулата се вижда местността Калето, където се намира и едноименната пещера. Предания разказват, че в миналото бездетни жени успели да преминат отвора, се сдобивали с рожба.

## Редовни събития
Провежда се събор на 24 май. На събора се провеждат годишни борби.

## Личности
- Иван Георгиев (1898 – ?) – български офицер, полковник
- Неждет Залев – 1960 Олимпийски вицешампион по свободна борба
- Стоян Стоянов – 1977 и 1978 г. е европейски шампион по свободна борба
- Севдалина Спасова - 1968 г. народна певица, нежната половина на дуета Севдалина и Валентин Спасови

## Други
Морският нос Устина на остров Тауър, Антарктика е наименуван в чест на селището Устина.

## Галерия
- Кметство в централната част на селото
- Площад с чешма в горната част на селото, където започва екопътека към Устински водопад
- Църквата „Свети свети Кирил и Методий“ в Устина
- Джамията в Устина
- Параклис „Свети Георги“ върху скалите над селото
- Устински водопад
- Устина от Родопите